# Chamaepsila rozkosnyi
Chamaepsila rozkosnyi is een vliegensoort uit de familie van de wortelvliegen (Psilidae). De wetenschappelijke naam van de soort is voor het eerst geldig gepubliceerd in 1993 door Carles-Tolra.